# 827
Năm 827 là một năm trong lịch Julius.